# Manuel Cadena Morales
Manuel Cadena Morales (n. 21 de septiembre de 1948). Es un político mexicano, miembro del Partido Revolucionario Institucional, ha sido senador, diputado federal y Secretario General de Gobierno del Estado de México.
Manuel Cadena Morales es Ingeniero Agrónomo Extensionista egresado de la Universidad Autónoma Chapingo, inició su actividad política como director general de las empresas paraestatales Azufrera Panamericana y Compañía Exploradora del Istmo, que ocupó entre 1980 y 1988, en esta último año fue secretario general del comité ejecutivo nacional del PRI y el 4 de diciembre de ese año al asumir la presidencia Carlos Salinas de Gortari, lo nombró director general de Fertilizantes Mexicanos, S.A. (FERTIMEX), ocupó dicho cargo hasta 1993 en que fue designado secretario general del Instituto Mexicano del Seguro Social.
En 1994 fue elegido Senador por el Estado de México en segunda fórmula, ocupando su cargo hasta 1999 en las LVI y LVII legislaturas, en 1999 solicitó licencia como senador al ser nombrado Secretario General de Gobierno del Estado de México por el gobernador Arturo Montiel Rojas, permaneciendo en el cargo los seis años de su gobierno, hasta 2005. En 2008 fue nombrado titular del Consejo Técnico de Seguridad Nacional del PRI.
En 2009 fue postulado candidato del PRI y electo diputado federal por el XXXVIII Distrito Electoral Federal del Estado de México a la LXI Legislatura, cargo que concluirá en 2012. Además de haber fungido como Presidente de la Comisión de los Derechos Humanos en la Cámara de Diputados.
En 2012 es nombrado candidato a la presidencia municipal de Texcoco, por la coalición Comprometidos por el Estado de México (integrada por el PRI, Partido Verde y Nueva Alianza). Pierde la elección, tras ganar la candidata de la coalición del Movimiento Ciudadano y PT, Delfina Gómez Álvarez.
Desempeñó en el Gobierno Federal como Subsecretario de Gobernación en la Secretaría de Gobernación en el gobierno de Enrique Peña Nieto.